# 3D-testet för antisemitism
3D-testet för antisemitism, kan även kallas De tre D:na, är ett test för att skilja mellan antisemitism och legitim Israelkritik som formulerades 2003 av Natan Sharansky, en människorättsaktivist, före detta sovjetisk dissident och israelisk politiker. ”De tre D:na” eller ”3D-testet” står för delegitimering, demonisering och dubbla måttstockar.
Delegitimering – Exempel på detta kan vara att ifrågasätta Israels existens eller påstå att Israel i sig är ett rasistiskt projekt. Här kritiseras Israel inte ens för vad hon gör, utan för vad hon är.
Demonisering – Exempel på detta kan vara att likna Israels nuvarande politik vid nazisternas, eller påstå att palestinierna lever som Sydafrikas svarta under apartheidåren. 
Dubbla måttstockar – Exempel på detta kan vara att tillämpa en moralisk standard för Israel och en helt annan för resten av världen. Exempel på detta kan vara att som FN:s råd för mänskliga rättigheter, ha en stående punkt (nr. 7) på agendan för att kritisera Israel. Även bojkottkampanjer kan räknas hit eller att förvägra Israel varje rätt att försvara sig.
Testet blev antaget av USA:s utrikesdepartement 2010, men det blev senare ersatt 2017 av International Holocaust Remembrance Alliances definition.